# Elateridium
Elateridium is een geslacht van kevers uit de familie  
kniptorren (Elateridae).
Het geslacht is voor het eerst wetenschappelijk beschreven in 1918 door Tillyard.

## Soorten
Het geslacht omvat de volgende soort:
- Elateridium wianamitensis (Tillyard, 1916)